# Myrioblephara paralucidata
Myrioblephara paralucidata är en fjärilsart som beskrevs av George Thomas Bethune-Baker 1915. Myrioblephara paralucidata ingår i släktet Myrioblephara och familjen mätare. Inga underarter finns listade i Catalogue of Life.